# 宮田知行
宮田 知行（みやた ともゆき、1950年〈昭和25年〉6月27日 - ）は、日本のアニメプロデューサー、実業家。株式会社ジェー・シー・スタッフ代表取締役会長。東京都出身。

## 経歴
1976年4月にタツノコプロに入社し、企画文芸部へ配属される。3年後、文芸担当からプロデューサーに異動。
タツノコプロを退職後、キティ・フィルムを経て1986年にJ.C.STAFFを設立。社長兼プロデューサーとして多くの作品を制作した。
その後、経営に専念する為2000年に代表取締役会長に就任した。

## 作品一覧

### テレビアニメ
1977年
- 一発貫太くん - 企画

1979年
- 怪盗ルパン 813の謎 - 文芸担当
- 闘士ゴーディアン - 企画（第1話 - 第35話）→プロデューサー（第36話 - 第73話）
- 科学忍者隊ガッチャマンF - プロデューサー

1980年
- タイムパトロール隊オタスケマン - 企画
- とんでも戦士ムテキング - プロデューサー

1981年
- ヤットデタマン - 企画
- ゴールドライタン - プロデューサー
- ダッシュ勝平 - プロデューサー

1983年
- みゆき - プロデューサー

1995年
- ズッコケ三人組 楠屋敷のグルグル様 - 製作

1997年
- MAZE☆爆熱時空 - エグゼクティブプロデューサー

2018年
- Lostorage conflated WIXOSS - 企画
- 食戟のソーマ 餐ノ皿 - 企画（第13話 - 第24話）
- 殺戮の天使 - 製作
- プラネット・ウィズ - 企画
- ハイスコアガール - 企画
- とある魔術の禁書目録III - 企画

2019年
- デート・ア・ライブIII - 製作
- とある科学の一方通行 - 企画
- 通常攻撃が全体攻撃で二回攻撃のお母さんは好きですか? - 企画
- ダンジョンに出会いを求めるのは間違っているだろうかII - 企画
- 食戟のソーマ 神ノ皿 - 企画
- ハイスコアガールII - 企画

2020年
- とある科学の超電磁砲T - 企画
- ミュークルドリーミー - 企画
- 食戟のソーマ 豪ノ皿 - 企画
- ダンジョンに出会いを求めるのは間違っているだろうかIII - 企画

2021年
- WIXOSS DIVA(A)LIVE - 企画
- スケートリーディング☆スターズ - 企画
- 戦闘員、派遣します! - エグゼクティブプロデューサー
- ミュークルドリーミー みっくす! - 企画

2022年
- 失格紋の最強賢者 - 企画
- 薔薇王の葬列 - 企画
- 処刑少女の生きる道 - 企画

### OVA
1984年
- 街角のメルヘン - 企画・プロデュース

1985年
- 軽井沢シンドローム - プロデューサー

1987年
- 妖刀伝 - プロデューサー

1988年
- 小助さま力丸さま -コンペイ島の竜- - プロデューサー

1990年
- 暗黒神伝承 武神 - 企画

1991年
- 超幕末少年世紀タカマル - 企画

1992年
- ハンサムな彼女 - プロデューサー
- 幻想叙譚エルシア - 企画・プロデュース
- 新・超幕末少年世紀タカマル - 企画
- ねこひきのオルオラネ - 製作
- ゴリラーマン - 企画（第2話）

1993年
- FIGHT!! - 企画
- 妖世紀水滸伝 -魔星 降臨- - 製作

1994年
- 紺碧の艦隊 - プロデューサー（第1話 - 第4話）

1998年
- MAZE☆爆熱時空 作者真剣! 愛と死を見つめて・・・ 湯煙温泉紀行看護婦は見た - エグゼクティブプロデューサー

### アニメ映画
1989年
- 劇場版 妖刀伝 - プロデューサー

1994年
- ダークサイド・ブルース - 製作

2013年
- 劇場版 とある魔術の禁書目録 -エンデュミオンの奇蹟- - 製作

2016年
- 劇場版selector destructed WIXOSS - 製作

2019年
- 劇場版 ダンジョンに出会いを求めるのは間違っているだろうか -オリオンの矢- - 企画
- 映画 この素晴らしい世界に祝福を!紅伝説 - 製作